# Bính âm Thông dụng
Bính âm Thông dụng (tiếng Trung: 通用拼音; Hán-Việt: Thông dụng Bính âm, tiếng Anh: Tongyong Pinyin) là một hệ thống Latinh hóa chính thức của tiếng Quan thoại được dùng tại Trung Hoa Dân Quốc (Đài Loan) từ năm 2002 đến 2008. Hệ thống này được sử dụng không chính thức từ năm 2000 đến 2002, khi mà hệ thống Latinh hóa mới của Đài Loan còn đang trong tiến trình đánh giá để áp dụng. Bộ Giáo dục Trung Hoa Dân Quốc đã phê duyệt đưa vào sử dụng hệ thống này kể từ năm 2002, nhưng việc sử dụng hệ thống này không mang tính bắt buộc.
Tuy nhiên, kể từ ngày 1 tháng 1 năm 2009, Bộ Giáo dục lại chính thức thúc đẩy việc sử dụng Bính âm Hán ngữ (chiểu theo quyết định ngày 16 tháng 9 năm 2008); các chính quyền địa phương "sẽ không được nhận được trợ cấp tài chính từ chính phủ trung ương" nếu họ sử dụng hệ thống Latinh hóa của Bính âm Thông dụng. Sau sự thay đổi về mặt chính sách này, Bính âm Thông dụng vẫn được sử dụng để phiên âm tên một số địa danh và tên cá nhân ở Đài Loan (Trung Hoa Dân Quốc). Một số tên Latinh hóa của các khu, ga đường sắt đô thị và đường phố ở Cao Hùng, Đài Nam, Đài Trung, huyện Vân Lâm và một số khác được Latinh hóa bằng Bính âm Thông dụng, –  chẳng hạn như quận Kỳ Tân (旗津區, Cíjin Cyu) của Cao Hùng.

## Thư viện ảnh
Một số hình ảnh tên gọi được Latinh hóa bằng hệ thống Bính âm Thông dụng:

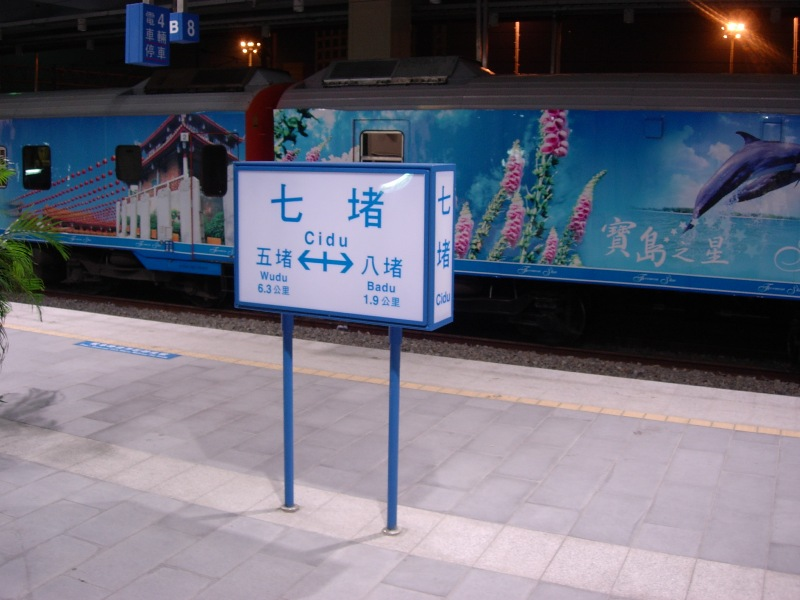
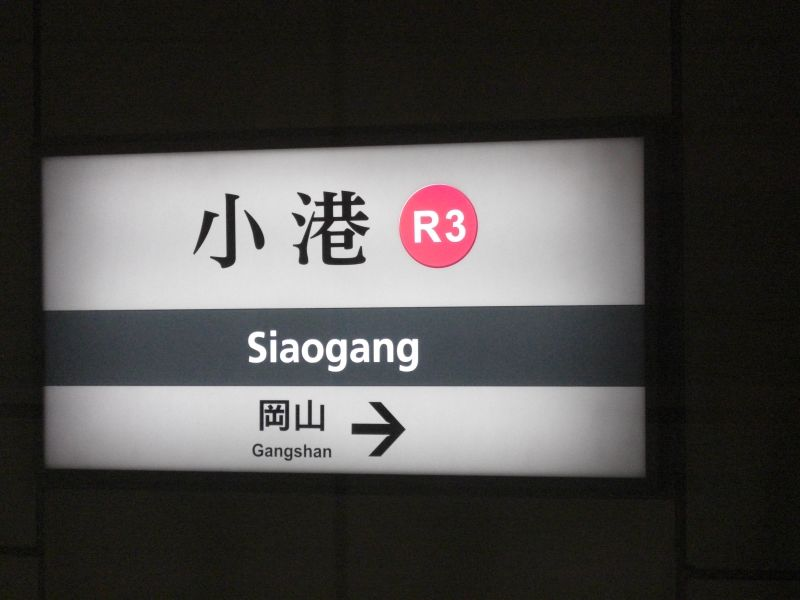
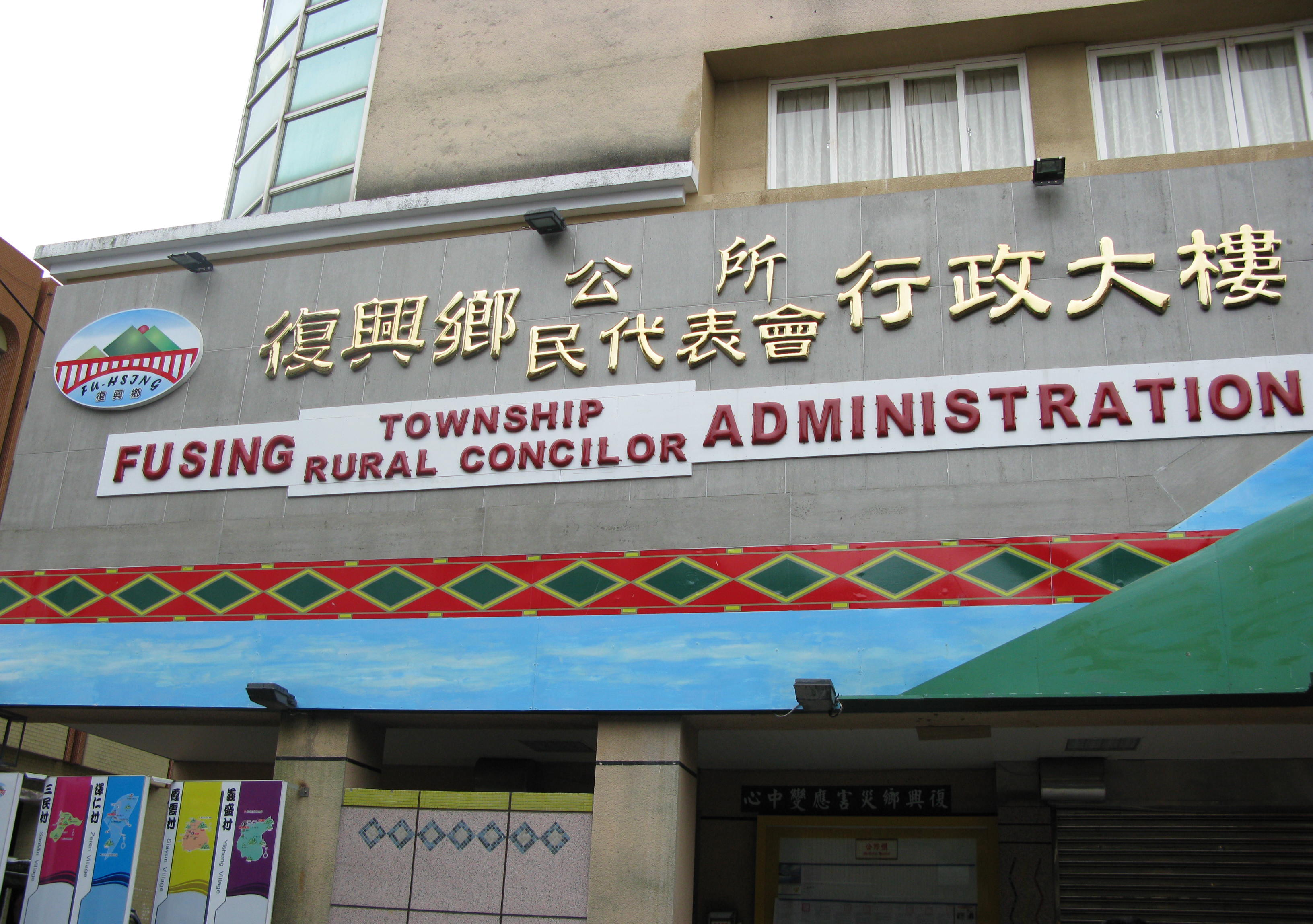